# Eledone palari
Eledone palari är en bläckfiskart som beskrevs av Lu och Stranks 1992. Eledone palari ingår i släktet Eledone och familjen Octopodidae. Inga underarter finns listade i Catalogue of Life.